# Chapelle Notre-Dame-de-Trescoët
La Chapelle Notre-Dame de Trescoët  ou Notre-Dame des neiges, est située  au lieu-dit « Trescoët », à  Caudan (sur la route reliant Hennebont à Pont-Scorff) dans le Morbihan.

## Historique
Le transept de la chapelle fait l’objet d’une inscription au titre des monuments historiques depuis le 12 mai 1925.
La chapelle pourrait avoir été construite sur les fondations d'une aumônerie de l'Ordre du Temple :

« Sur le territoire paroissial de Caudan ... ... il y faut remarquer la chapelle romane de Notre-Dame des Neiges ou de Trescoët, jadis en Saint-Caradec : « Il est possible, dit l'abbé Le Mené, que là se trouvait anciennement l'aumônerie de Treunnatos, appartenant (d'après la charte de 1160), aux Chevaliers de Saint-Jean de Jérusalem. »

## Architecture
Cette chapelle construite en "T", possède un chevet plat.